# Parafia św. Rocha w Rząśni
Parafia Świętego Rocha w Rząśni – parafia rzymskokatolicka w Rząśni. Należy do Dekanatu Pajęczno archidiecezji częstochowskiej. Została utworzona w XIV wieku. Parafię prowadzą księża archidiecezjalni.

## Historia
Pierwsze wzmianki historyczne o Rząśni pojawiły się w roku 1357, kiedy to osadę Rząśnia umieszczono w wykazie dóbr arcybiskupa gnieźnieńskiego. Natomiast powstanie parafii datowane jest na rok 1403 (na ten rok datowane są najstarsze zachowane wzmianki). Jej dzieje są związane ze Świętym Rochem – patronem chroniącym od zarazy.
Na przełomie XIV i XV wieku wybudowano pierwszy, całkowicie drewniany kościół. Dzięki wizytacji przeprowadzonej przez wysłanników arcybiskupa Jana Łaskiego wiadomo, że w 1521 r. do miejscowej parafii oprócz Rząśni należały również: Kiełczygłów, Będków, Broszęcin, Zielęcin, Rekle, Suchowola i Gawłów. W dokumentach parafialnych z 1799 roku zachowała się wzmianka: „Kościół [...] we wsi Rząśni będący, jest z drzewa modrzewiowego, stary jeszcze za panowania Zygmunta I Króla Polskiego w roku 1521 fundowany, dużo nadpustoszony, wielkiej reparacji potrzebujący, dla ludności Parafianów przyszczupły”. Ponieważ pierwsza budowla nie przetrwała próby czasu w XVI wieku, który zarazem był okresem rozkwitu parafii Rząśnia, na tym samym miejscu wzniesiono kolejną większą budowlę, również drewnianą.
W drugiej połowie XIX wieku postanowiono wybudować solidną świątynię w miejsce mocno już wyeksploatowanej. W 1862 roku za przyczyną ks. Rocha Nieszporskiego i przy ogromnym wkładzie finansowym byłych parafian, którzy przeprowadzili się do Warszawy, przystąpiono do budowy nowego kościoła, który stoi po dziś dzień. W tym celu rozebrano stary drewniany kościół i rozpoczęto prace ziemne. Budowę  ukończono w 1867 r. Natomiast 20 października 1867 roku miała miejsce uroczysta konsekracja kościoła w Rząśni, której przewodniczył bp. Maciej Majerczak – z diecezji kieleckiej.
Podczas budowy nabożeństwa przeniesiono do specjalnie wzniesionej na pobliskim cmentarzu tymczasowej kaplicy, powstałej z drewna dawnej świątyni. W czasie okupacji hitlerowskiej kościół parafialny został zdewastowany, przejściowo zamieniony na więzienie dla Żydów, a potem na magazyn zboża. Ze zniszczeń wojennych kościół odrestaurowano staraniem ks. Józefa Zawadzkiego.

## Styl i wyposażenie
Obecna, murowana świątynia wzniesiona w 1867 r. jest utrzymana w stylu neorenesansowym. Kościół zbudowany w układzie trójnawowym posiada dwie klasycystyczne wieże stojące po bokach fasady. We wnętrzu znajdują się XVII–XVIII-wieczne ołtarze z obrazami Matki Boskiej (XVII w.) i św. Rocha (koniec XVII w.). Znajduje się tu również XVII-wieczny feretron z obrazami Ukrzyżowania oraz Matki Boskiej w otoczeniu świętych i postaciami fundatorów. Ponadto obraz św. Macieja z końca XVII w., XVIII-wieczny krucyfiks oraz tablica nagrobna miejscowego proboszcza, księdza Moczyńskiego zmarłego w 1836 roku.